# La Rolls-Royce jaune
Pour plus de détails, voir Fiche technique et Distribution.
La Rolls-Royce jaune (The Yellow Rolls-Royce) est un film britannique à sketches réalisé par Anthony Asquith et sorti en 1964.

## Synopsis
Des années 1930 jusqu’au début de la Seconde Guerre mondiale, une Rolls-Royce jaune est témoin de trois histoires d'amour illégitime de ses occupants successifs. 

### Sketch 1
Le Britannique lord Charles Frinton, marquis de Frinton, offre une Rolls-Royce jaune à son épouse française Éloise. Lors de la course royale annuelle d'Ascot, où son cheval arrive vainqueur, le marquis a la désagréable surprise de surprendre, dans sa Rolls, sa femme dans les bras de son collaborateur John Fane. Pour sauver les apparences, lord Frinton ne divorce pas, mais renvoie la Rolls à son constructeur…        

### Sketch 2
Le gangster américain Paolo Maltese achète ensuite la Rolls pour visiter l’Italie en compagnie de sa maîtresse Mae Jenkins. Devant s’absenter pour régler une affaire aux États-Unis, il demande à Joey, son homme de main, de veiller sur Mae. Joey ferme les yeux quand Mae tombe amoureuse de Stefano, un jeune et pauvre photographe. Lorsque Paolo revient, Mae craint qu’il puisse attenter à la vie de Stefano en apprenant leur liaison. La mort dans l’âme, elle quitte Stefano en lui disant qu’il n’était qu’une aventure…   

### Sketch 3
Gerda Millett, une veuve américaine riche et autoritaire, visite l’Europe avec sa Rolls jaune. Elle se trouve en Yougoslavie lors de l'invasion du pays par les Allemands. Davich et ses amis patriotes réquisitionnent la Rolls pour pouvoir organiser la résistance dans leur pays, mais aucun d’entre eux n’arrive à la conduire. À leur grande surprise, madame Millett se propose comme chauffeur. Après avoir échappé à une attaque allemande, et à l’issue de leurs péripéties, Gerda et Davich tombent amoureux. Gerda voudrait rester et combattre auprès de Davich, mais celui-ci refuse en invoquant que ce n’est pas sa cause. Il lui demande de rentrer aux États-Unis et de témoigner des événements auxquels elle a assisté. 

## Fiche technique
- Titre original : The Yellow Rolls-Royce
- Titre français : La Rolls-Royce jaune
- Réalisation : Anthony Asquith
- Scénario : Terence Rattigan
- Décors : Pamela Cornell, John Jarvis
- Costumes : Anthony Mendleson, Pierre Cardin pour Jeanne Moreau, Edith Head pour Shirley MacLaine, Gene Coffin pour George C. Scott et Antonio Castillo pour Ingrid Bergman
- Maquillages : Tom Smith
- Photographie : Jack Hildyard
- Son : Cyril Swern
- Montage : Frank Clarke
- Musique : Riz Ortolani
- Producteur : Anatole de Grunwald
- Sociétés de production : De Grunwald Productions (Royaume-Uni), Metro-Goldwyn-Mayer British Studios
- Sociétés de distribution : Metro-Goldwyn-Mayer (France), Paramount Pictures (France)
- Pays de production :  Royaume-Uni
- Langue originale : anglais
- Format : 35 mm — couleur par Metrocolor — 2.35:1 Panavision — son monophonique (Westrex Recording System)
- Genre : comédie dramatique
- Durée : 124 minutes
- Dates de sortie :
  - Royaume-Uni : 31 décembre 1964
  - France : 14 avril 1965
- (fr) Classification CNC : tous publics (visa d'exploitation no 30312 délivré le 29 mars 1965)

## Distribution

### Sketch 1
- Rex Harrison (V.F : Gabriel Cattand) : Lord Charles Frinton, marquis de Frinton
- Jeanne Moreau (V.F : Jacqueline Porel) : Lady Éloïse Frinton, marquise de Frinton
- Edmund Purdom (V.F : Jean-Louis Jemma) : John Fane
- Moira Lister (V.F : Claire Guibert) : Lady Angela St. Simeon
- Michael Hordern (V.F : Bernard Musson) : Harnsworth
- Grégoire Aslan : l’ambassadeur d’Albanie
- Roland Culver (V.F : René Fleur) : Norwood
- Isa Miranda (V.F : Hélène Tossy) : Thérèse, duchesse d'Angoulème
- Harold Scott (V.F : Jacques Ciron) : Taylor
- Lance Percival (V.F : Teddy Bilis) : l'assistant vendeur de voitures

### Sketch 2
- Shirley MacLaine (V.F : Nicole Riche) : Mae Jenkins
- George C. Scott (V.F : Roger Carel) : Paolo Maltese
- Alain Delon : Stefano
- Art Carney (V.F : Jacques Balutin) : Joey Friedlander
- Riccardo Garrone (V.F : Albert Augier) : Bomba
- George Roderick (V.F : Pierre Garin) : le serveur de l'hôtel italien
- Robert Rietty (V.F : Jean Berton) : le directeur de l'hôtel italien
- Harold Kasket : le garagiste italien

### Sketch 3
- Ingrid Bergman (V.F : Paula Dehelly) : Gerda Millett
- Omar Sharif (V.F : Georges Aminel) : Davich
- Andreas Malandrinos (V.F : Fernand Rauzena) : le directeur d’hôtel
- Joyce Grenfell (V.F : Lucienne Givry) : Hortense Astor
- Robert Nichols (V.F : Albert Augier) : l'employé de l'agence de voyage
- Guy Deghy (V.F : Fernand Rauzena) : le maire du village yougoslave

## BO
- Chansons : 
  - The Yellow Rolls-Royce, paroles de Melvin Frank et musique de Riz Ortolani.
  - Forget Domani, paroles de Norman Newell et musique de Riz Ortolani, interprétée par Katyna Ranieri (sketch 2). Récompensée par un Golden Globe, la chanson est popularisée en 1965 grâce aux reprises effectuées aux États-Unis par Frank Sinatra, Connie Francis et par le brésilien Laurindo Almeida. La même année, elle est adaptée en français par Claude Carrère et Hubert Ithier sous le titre C'est loin domani[1] et notamment interprétée par Annie Philippe[2].

## Distinctions

### Récompense
- Golden Globe Award 1966 : Meilleure chanson originale à Norman Newell (paroles) et Riz Ortolani (musique) pour Forget Domani.

### Nominations
- BAFTA 1965 : 
  - Jack Hildyard nommé pour le BAFTA de la meilleure photographie d'un film britannique en couleur.
  - Anthony Mendleson nommé pour le BAFTA des meilleurs costumes d'un film britanniques en couleur.
- Golden Globe Award 1966 : Riz Ortolani nommé pour le Golden Globe de la meilleure musique de film.